# Harald zur Hausen

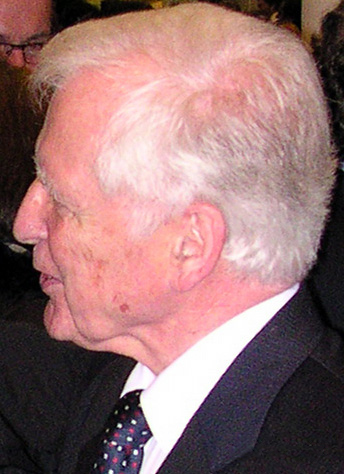
Harald zur Hausen

Harald zur Hausen (Gelsenkirchen, Alemanya, 11 de març de 1936 - 28 de maig 2023) va ser un científic i metge alemany, guardonat amb el Premi Nobel de Fisiologia o Medicina l'any 2008.

## Biografia
Va néixer l'11 de març de 1936 a la ciutat de Gelsenkirchen, població situada a l'estat alemany de Rin del Nord-Westfàlia. Va estudiar medicina a les Universitats de Bonn, Hamburg i Düsseldorf, i va doctorar-se el 1960 en aquesta última.

## Recerca científica
Va iniciar la seva recerca a la Universitat de Düsseldorf com a metge assistent, i posteriorment va treballar a l'Institut de Microbiologia de la Universitat de Düsseldorf. Posteriorment va fer també cursos a Filadèlfia (Estats Units), on va ser professor ajudant a la Universitat de Pennsilvània. El 1969 va ser nomenat professor titular de la Universitat de Würzburg, on va treballar a l'Institut de Virologia; el 1972 es va traslladar a la Universitat d'Erlangen-Nuremburg, i el 1977 a la Universitat de Friburg-Breisgau. Entre 1983 i el 2003 va ser president i membre de la junta d'assessorament científic alemany del Centre Alemany d'Investigació sobre el Càncer (DKFZ, de l'alemany Deutsches Krebsforschungszentrum). També va dirigir la revista International Journal of Cancer.
El seu àmbit específic d'investigació va ser l'origen del càncer causat per infeccions de virus: els oncovirus. El 1983 va demostrar que el càncer de coll d'úter, és causat per determinats virus del papil·loma humà que contenen oncogens que s'incorporen al genoma de les cèl·lules del seu hoste. Els seus treballs científics van dur al desenvolupament d'una vacuna contra aquest càncer.
L'any 2008 fou guardonat amb la meitat del Premi Nobel de Medicina o Fisiologia «pel descobriment del virus del papil·loma humà, origen del càncer de coll d'úter». L'altra meitat del premi va ser per a Françoise Barré-Sinoussi i Luc Montagnier, que van ser guardonats pel descobriment del virus de la immunodeficiència humana.

## Reconeixements
A més del Premi Nobel de Fisiologia o Medicina, Harold zur Hausen va rebre moltes distincions acadèmiques, entre les quals gairebé quaranta doctorats honoris causa. El 2013 va ser elegit membre honorari de la World Hellenic Biomedical Association «en reconeixement dels seus destacats assoliments científics i el seu compromís amb accions de suport a Grècia».